# Brillac
Brillac – miejscowość i gmina we Francji, w regionie Nowa Akwitania, w departamencie Charente.
Według danych na rok 1990 gminę zamieszkiwały 613 osoby, a gęstość zaludnienia wynosiła 14 osób/km² (wśród 1467 gmin regionu Poitou-Charentes Brillac plasuje się na 482. miejscu pod względem liczby ludności, natomiast pod względem powierzchni na miejscu 55.).